# Károly Palotai

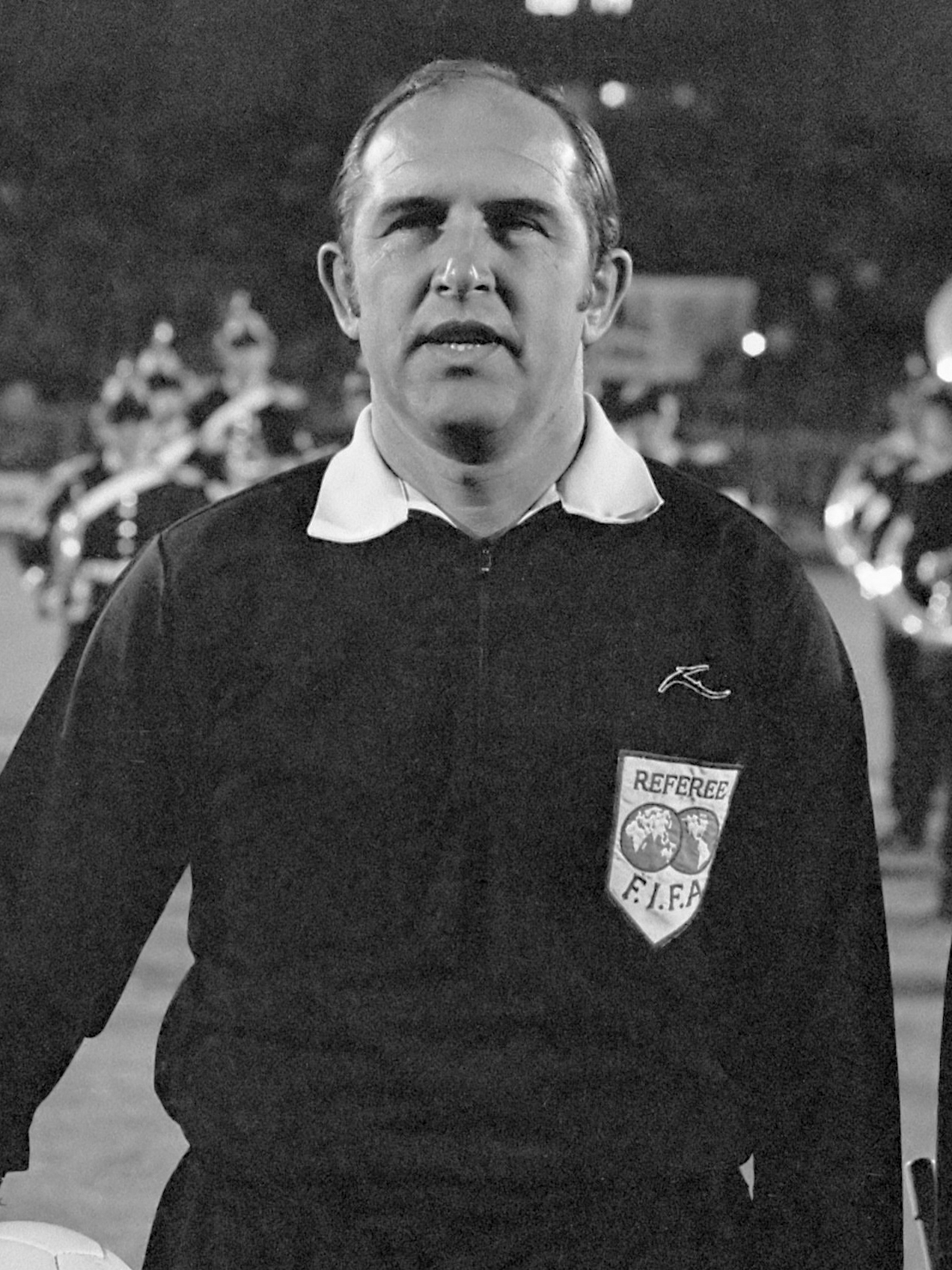
Károly Palotai (1975)

Károly Palotai (Békéscsaba, 11 september 1935 – 3 februari 2018) was een voetballer en nadien een voetbalscheidsrechter uit Hongarije. Hij won met Hongarije de gouden medaille bij het olympisch voetbaltoernooi in Tokio (1964), en speelde voor Győri ETO FC en Freiburger FC.
Na zijn actieve voetbalcarrière begon Palotai als arbiter. Hij stond te boek als een van de betere scheidsrechters in de jaren zeventig en tachtig van de 20ste eeuw. Palotai floot op drie WK-eindronden (1974, 1978 en 1982), bij de Olympische Spelen (1972 en 1976) en tijdens het EK 1980. Daarnaast gaf hij leiding aan de finale van de strijd om de Europa Cup I in 1976 en 1981, en de eindstrijd van de Europa Cup II in 1979.
Palotai was de eerste scheidsrechter die een rode kaart uitdeelde tijdens een WK-eindronde, vier jaar na de introductie van gele en rode kaarten in het voetbal. Dat gebeurde op 15 juni 1974 in de bikkelharde groepswedstrijd tussen Uruguay en Nederland. De kaart ging naar Julio Montero na een harde overtreding op Rob Rensenbrink.

## Interlands
| Datum      | Wedstrijd                      | Uitslag | Competitie                | Kreeg geel | Kreeg voor de tweede keer geel en dus rood | Weggestuurd |
| ---------- | ------------------------------ | ------- | ------------------------- | ---------- | ------------------------------------------ | ----------- |
| 31-08-1972 | Marokko – Maleisië             | 6 – 0   | Olympische Spelen         | 0          | 0                                          | 0           |
| 15-06-1974 | Uruguay – Nederland            | 0 – 2   | WK-eindronde              | 3          | 0                                          | 1           |
| 15-10-1975 | Nederland – Polen              | 3 – 0   | EK-kwalificatie           | ?          | ?                                          | ?           |
| 15-05-1976 | Schotland – Engeland           | 2 – 1   | British Home Championship | ?          | ?                                          | ?           |
| 25-06-1976 | Brazilië – Israël              | 4 – 1   | Olympische Spelen         | 3          | 0                                          | 0           |
| 10-10-1976 | Spanje – Joegoslavië           | 1 – 0   | WK-kwalificatie           | 3          | 0                                          | 0           |
| 04-06-1977 | Engeland – Schotland           | 1 – 2   | British Home Championship | ?          | ?                                          | ?           |
| 16-11-1977 | Engeland – Italië              | 2 – 0   | WK-kwalificatie           | 3          | 0                                          | 0           |
| 03-06-1978 | Oostenrijk – Spanje            | 2 – 1   | WK-eindronde              | 0          | 0                                          | 0           |
| 18-06-1978 | Argentinië – Brazilië          | 0 – 0   | WK-eindronde              | 4          | 0                                          | 0           |
| 01-09-1978 | Frankrijk – Zweden             | 2 – 2   | EK-kwalificatie           | ?          | ?                                          | ?           |
| 17-10-1979 | Schotland – Oostenrijk         | 1 – 1   | EK-kwalificatie           | ?          | ?                                          | ?           |
| 12-06-1980 | Spanje – Italië                | 0 – 0   | EK-eindronde              | 2          | 0                                          | 0           |
| 28-06-1982 | Oostenrijk – Frankrijk         | 0 – 1   | WK-eindronde              | 1          | 0                                          | 0           |
| 13-10-1982 | Engeland – West-Duitsland      | 1 – 2   | Vriendschappelijk         | ?          | ?                                          | ?           |
| 16-11-1983 | West-Duitsland – Noord-Ierland | 0 – 1   | EK-kwalificatie           | ?          | ?                                          | ?           |
| 30-11-1983 | Tsjecho-Slowakije – Roemenië   | 1 – 1   | EK-kwalificatie           | 5          | 0                                          | 0           |
| 11-01-1984 | India – Polen                  | 1 – 2   | Nehru Cup                 | 0          | 0                                          | 0           |
| 17-01-1984 | Polen – Argentinië             | 1 – 1   | Nehru Cup                 | 1          | 0                                          | 0           |